# Nalewka
 (octobre 2021).
La mise en forme du texte ne suit pas les recommandations de Wikipédia : il faut le « wikifier ».
Les points d'amélioration suivants sont les cas les plus fréquents. Le détail des points à revoir est peut-être précisé sur la page de discussion.
- Les titres sont pré-formatés par le logiciel. Ils ne sont ni en capitales, ni en gras.
- Le texte ne doit pas être écrit en capitales (les noms de famille non plus), ni en gras, ni en italique, ni en « petit »…
- Le gras n'est utilisé que pour surligner le titre de l'article dans l'introduction, une seule fois.
- L'italique est rarement utilisé : mots en langue étrangère, titres d'œuvres, noms de bateaux, etc.
- Les citations ne sont pas en italique mais en corps de texte normal. Elles sont entourées par des guillemets français : « et ».
- Les listes à puces sont à éviter, des paragraphes rédigés étant largement préférés. Les tableaux sont à réserver à la présentation de données structurées (résultats, etc.).
- Les appels de note de bas de page (petits chiffres en exposant, introduits par l'outil «  Source ») sont à placer entre la fin de phrase et le point final[comme ça].
- Les liens internes (vers d'autres articles de Wikipédia) sont à choisir avec parcimonie. Créez des liens vers des articles approfondissant le sujet. Les termes génériques sans rapport avec le sujet sont à éviter, ainsi que les répétitions de liens vers un même terme.
- Les liens externes sont à placer uniquement dans une section « Liens externes », à la fin de l'article. Ces liens sont à choisir avec parcimonie suivant les règles définies. Si un lien sert de source à l'article, son insertion dans le texte est à faire par les notes de bas de page.
- La présentation des références doit suivre les conventions bibliographiques. Il est recommandé d'utiliser les modèles {{Ouvrage}}, {{Chapitre}}, {{Article}}, {{Lien web}} et/ou {{Bibliographie}}. Le mode d'édition visuel peut mettre en forme automatiquement les références.
- Insérer une infobox (cadre d'informations à droite) n'est pas obligatoire pour parachever la mise en page.

Pour une aide détaillée, merci de consulter Aide:Wikification.
Si vous pensez que ces points ont été résolus, vous pouvez retirer ce bandeau et améliorer la mise en forme d'un autre article.

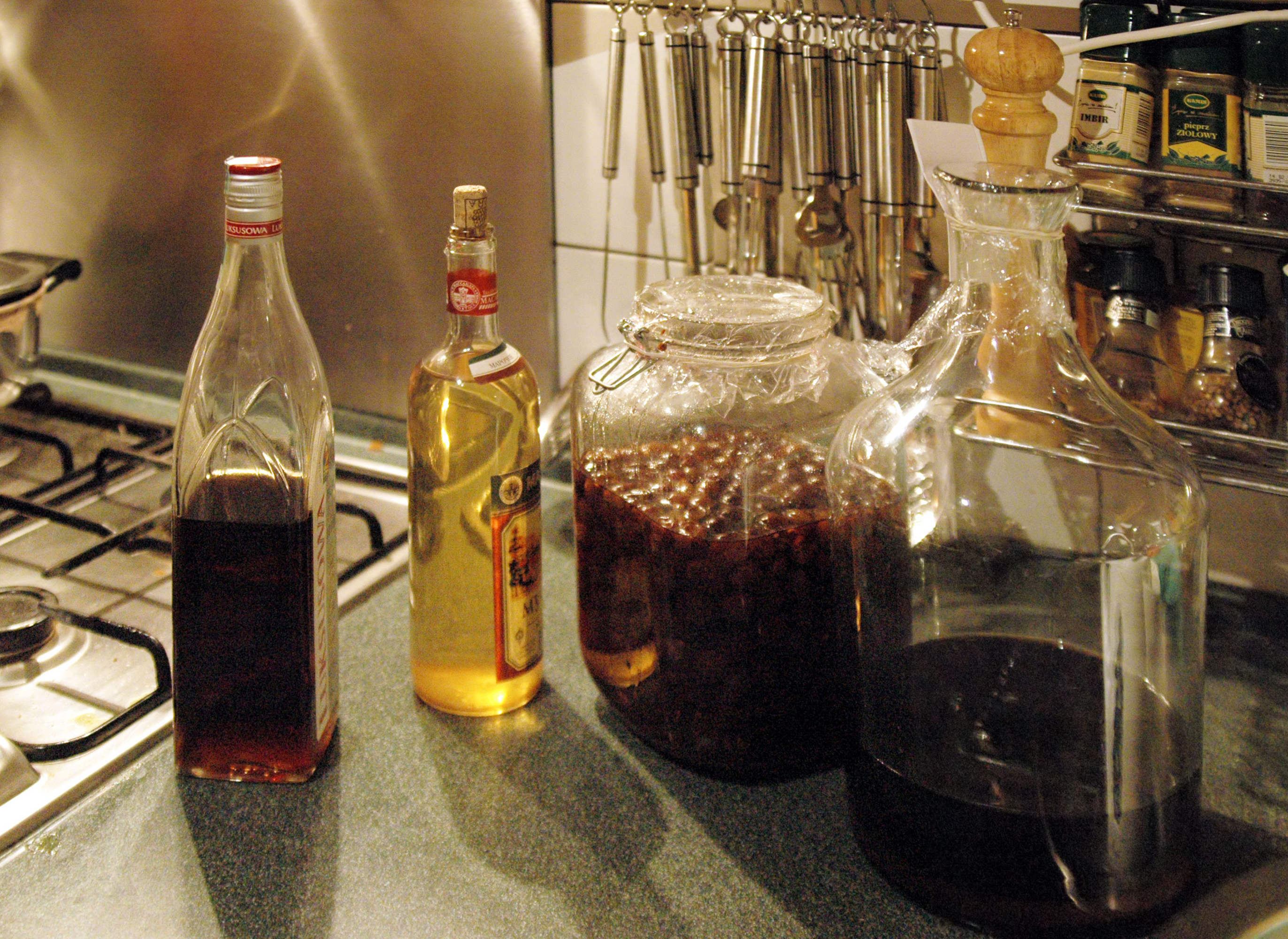
Une bouteille de nalewka.

Nalewka ( API : [na'lɛfka] ), nalewki au pluriel, est un alcool traditionnel de Pologne. Il contient généralement 40 à 45 % d'alcool, bien que certains puissent atteindre 75 %. Nalewka est faite en faisant macérer et/ou en infusant divers ingrédients dans de l'alcool, généralement de la vodka ou des spiritueux neutres. Les ingrédients souvent utilisés sont les fruits, les herbes, les épices, les racines, le sucre et le miel. Le nom nalewka est actuellement[Quand ?] enregistré en appellation nationale au sein de l'Union européenne,. Contrairement aux liqueurs ordinaires, les nalewki sont généralement vieillies,. Étant donné que la nalewka est produite par infusion plutôt que par distillation, le liquide est généralement coloré et quelque peu opaque, de texture sirupeuse. Du point de vue du goût, la nalewka est similaire aux liqueurs de fruits telles que le schnaps ou l' eau-de-vie, mais est généralement plus sucré et généralement sans le fort goût d'alcool.

## Les différents types de nalewka[6]
- saveur fruitée, p. ex., malinówka (à la framboise), pigwówka (au coing), wiśniówka (à la cerise)
- au miel, p.ex., krupnik, wrzosówka (au miel de bruyère)
- aux herbes, p.ex., nalewka miętowa (à la menthe), bénédictine
- épicé, p.ex., krambambula, nalewka czekoladowa (au chocolat), Anisette